# Сан-Джакомо-дельї-Ск'явоні
Сан-Джакомо-дельї-Ск'явоні (італ. San Giacomo degli Schiavoni) — муніципалітет в Італії, у регіоні Молізе,  провінція Кампобассо.
Сан-Джакомо-дельї-Ск'явоні розташований на відстані близько 210 км на схід від Рима, 55 км на північний схід від Кампобассо.
Населення — 1427 осіб (2014).

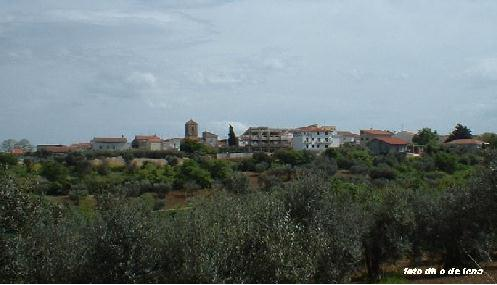

Щорічний фестиваль відбувається 9 серпня. Покровитель — San Giacomo il Maggiore.

## Демографія
Населення за роками:

Станом на 1 січня 2023 року в муніципалітеті офіційно проживали 63 іноземці з 11 країн, серед них 46 громадян країн Євросоюзу та 4 громадяни України.

## Сусідні муніципалітети
- Гульйонезі
- Термолі